# إيمي جيبسون
إيمي جيبسون (بالإنجليزية: Amy Gibson)‏ هي ممثلة أمريكية، ولدت في 25 نوفمبر 1960 في مقاطعة ويستتشستر في الولايات المتحدة.

## وصلات خارجية
- إيمي جيبسون على موقع IMDb (الإنجليزية)